# Conjunt d'instal·lacions de la Guerra Civil a l'Aeròdrom d'Alfés
El Conjunt d'instal·lacions de la Guerra Civil a l'Aeròdrom d'Alfés és una obra d'Alfés (Segrià) protegida com a Bé Cultural d'Interès Local.

## Descripció
L'aeròdrom d'Alfés se situa al límit nord-est del límit municipal d'Alfés i de Lleida, i part de les estructures se situen als dos termes. S'hi accedeix per una pista a peu de la C-12, just abans de travessar l'AP-2.
El conjunt d'emmagatzematge està format per un polvorí i el moll de càrrega de la munició antiaèria.
Moll de càrrega / Polvorí (x: 304184, y: 4601830): S'hi accedia per un camí de terra amb unes escales, al costat, que accedien al moll. L'estructura la formava una plataforma on es descarregava la munició antiaèria i posteriorment es carregava a una vagoneta que la transportava, mitjançant rails, a l'interior del polvorí. Aquest, era una galeria subterrània excavada als nivells naturals i amb planta en "ziga-zaga". La galeria principal mesura 34 m. de llargada i es compon de quatre galeries transversals on s'hi emmagatzemava la munició. Mesuren entre 6,50 i 8,50 m., amb una amplada i alçada de 2 m. La construcció està feta amb maons massissos, tant les parets com la volta, essent aquesta de canó recta rebaixada.
Niu de Metralladora antiaèria i tram de trinxera (x: 304275, y: 4601787): El niu es troba excavat al terreny natural i presenta una planta circular de 2 m. de diàmetre, fet amb una paret de maons massissos. A l'interior s'obren dues galeries d'1,8 m. de llargada, 65 cm d'amplada i 1 m d'alçada. Al centre, sobre el sòl formigonat, s'hi conserva l'emplaçament de la base d'una metralladora. Al niu s'hi accedeix, pel sud, des de la trinxera (de la que s'ha recuperat uns 4 m. de llargada) on es troba un passadís de 2,20 m. de llargada fet amb maons i cobert amb una volta de canó de maons i formigó.
Niu de Metralladora antiaèria i tram de trinxera (x: 304342, y: 4602840): Aquesta estructura es troba al nord-est de les instal·lacions. Presenta similituds tipològiques amb el niu del sud-oest. La planta mesura 2,66 m. de diàmetre extern i presenta una alçada d'1,44 m. Encara es conserva la base de pedra on es recolzava la metralladora. Igual que en el cas anterior, també es documenten dues galeries de les mateixes característiques, 1,80 m. de llargada, 0,70 m. d'amplada i 1,50 m d'alçada amb volta de canó rebaixada. L'accés es feia des del sud per un passadís que menava des de la trinxera.
Dipòsit de combustible (x: 304497; y: 4602786): Estructura, excavada al terreny natural, composta per un dipòsit de dos cossos, format per dos brocals (de planta quadrada i 3,15 m. de fondària mínima, en un dels quals s'hi poden observar aixetes) i un espai de control de sortida del combustible. De planta rectangular, mesura 10,60 m. per 5,25 m., amb una coberta de formigó armat. S'hi observa un intent de voladura, probablement efectuat durant el conflicte per tal d'extraure el ferro de la coberta.
Dipòsit d'aigua (x: 304306, y: 4602854): Es tracta d'una estructura excavada al terreny natural, formada per un dipòsit rectangular de 12,50 m. per 12m. i dos brocals, de planta quadrada, amb unes mides de 78 cm. per 78 cm. i una fondària mínima de 3 m. Sobre la base del dipòsit es pot observar una inscripció: "VIVA LA REBULUSION". La coberta és de formigó armat. Actualment continua en ús.

## Història
El Camp d'Aviació d'Alfés, anomenat també de Vinfaró, va començar a habilitar-se l'estiu de 1936, en el context de la Guerra Civil Espanyola, en advertir les autoritats de la Generalitat que calia un punt d'interconnexió entre Barcelona i Sarinyena, que era la base principal de l'aviació republicana al front d'Aragó. Es buscà un altiplà, dins d'una finca particular a pocs quilòmetres del barri de la Bordeta de Lleida, al marge esquerre del riu Segre. Segons les fons orals, l'aeròdrom disposava d'abrics naturals convenientment condicionats que actuaven com a refugis per a avions petits, majoritàriament russos. Generalment hi havia una o dues esquadrilles equipades amb aquests avions que actuaven com a protecció de la base.
Aquest aeròdrom va servir de base per als bombardeigs contra Saragossa i Osca, especialment durant la batalla de Belchite (agost-setembre de 1937). Una de les unitats més conegudes que va operar des d'aquest aeròdrom era el Grup de Bombardeig Nocturn núm. 11, sota el comandament del capità Juan José Armario Álvarez, procedent de l'Aeronàutica Naval.
En instaurar-se el front del Segre, el mes d'abril del 1938, es van deixar d'utilitzar aquestes instal·lacions i a finals d'aquest any va ser fortament atacat per l'aviació nacional. Posteriorment, les tropes franquistes varen ocupar Alfés però no va ser fins a l'any 1939 que varen tornar a posar en funcionament l'aeròdrom, que va continuar tenint funcions militars fins que, recentment, la Generalitat de Catalunya el va comprar.